# Hans Heimann
Hans Heimann (* 25. April 1922 in Biel; † 28. Juli 2006 in Tübingen) war ein Schweizer Psychiater. Von 1974 bis 1990 war er ordentlicher Professor für Psychiatrie an der Universität Tübingen.

## Leben
Heimann absolvierte die Matura in Biel und studierte von 1941 bis 1947 Medizin an den Universitäten Genf und Bern, wo er mit dem Staatsexamen abschloss und 1949 promoviert wurde. Von 1948 bis 1952 war er Assistent an der Psychiatrischen Universitätsklinik Waldau in Bern. 1953 habilitierte er sich, wurde zum Oberarzt ernannt und begann seine Lehrtätigkeit an der Universität Bern. 1955 absolvierte er eine internistische Weiterbildung in Bern. Auf Grund von Erfahrungen bei Studienaufenthalten in Frankreich, Kanada und den Vereinigten Staaten richtete er auch in Bern ein psychophysiologisch orientiertes medizinisch-psychologisches Labor ein. 1963 wurde er in Bern zum nebenamtlichen ausserordentlichen Professor ernannt. 1964 ging er an die Universität Lausanne, wo er eine Forschungsabteilung für Psychopathologie an der Psychiatrischen Klinik aufbaute und leitete. 1972 wurde er in Lausanne zum Professeur associé ernannt. 1974 wurde Heimann ordentlicher Professor für Psychiatrie an der Universität Tübingen und Direktor der Psychiatrischen Klinik. 1990 wurde er emeritiert.
Die Deutsche Gesellschaft für Psychiatrie, Psychotherapie und Nervenheilkunde (DGPPN) zeichnet mit dem Hans-Heimann-Preis Doktoranden und ihre Betreuer für die besten Dissertationen in dem Fachgebiet der Psychiatrie und Psychotherapie aus. Im Jahr 1986 wurde Heimann zum Mitglied der Leopoldina gewählt.

## Schriften (Auswahl)
- Die Wirkung des Tannins auf die Erythrocytenmembran. In: Helvetica Physiologica et Pharmacologica Acta. Jg. 6 (1947), Fasc. 5, S. 750–764 (= Dissertation, Universität Bern, 1949).
- Die Scopolaminwirkung: Vergleichend psychopathologisch-elektroencephalographische Untersuchung (= Bibliotheca psychiatrica et neurologica. Bd. 93). Karger, Basel 1952 (= Habilitationsschrift, Universität Bern, 1952).